# Halimeda discoidea
Espèce
Halimeda discoidea est une espèce d'algues vertes de la famille des Halimedaceae.